# Thaddeus Lewis
Thaddeus 'Thad' Lewis (Opa-locka, 19 novembre 1987) è un giocatore di football americano statunitense che gioca nel ruolo di quarterback nella National Football League (NFL). Dopo non essere stato scelto nel Draft NFL 2010 firmò coi St. Louis Rams. Al college ha giocato a football alla Duke University.

## Carriera professionistica

### St. Louis Rams
Lewis firmò coi Rams come free agent poco dopo il draft 2010, passando la stagione nella squadra di allenamento.

### Cleveland Browns
Il giocatore passò ai Cleveland Browns il 4 settembre 2011, passando un'altra stagione nella squadra di allenamento. Il 24 dicembre 2012 fu promosso nel roster attivo dei Browns dopo gli infortuni dei quarterback Brandon Weeden e Colt McCoy. Questo gli diede la possibilità di debuttare da professionista come titolare nella gara dei Browns contro i Pittsburgh Steelers il 30 dicembre 2012, nell'ultimo turno della stagione. Lewis non sfigurò completando 22 passaggi su 32 tentativi per 204 yard, con un touchdown e un intercetto, anche se Cleveland fu sconfitta 24-10.

### Detroit Lions
Dopo essere stato svincolato dai Browns, il 29 maggio 2013 Lewis firmò coi Detroit Lions.

### Buffalo Bills
Il 25 agosto 2013, i Lions scambiarono Lewis per Chris White con i Buffalo Bills, trovatisi improvvisamente a corto di quarterback dopo gli infortuni di EJ Manuel e Kevin Kolb. Dopo l'infortunio di Manuel nella settimana 5, Lewis fu nominato titolare per la gara della settimana 6 contro i Cincinnati Bengals, in cui passò 216 yard e 2 touchdown, oltre a uno segnato su corsa, ma la sua squadra fu sconfitta ai supplementari. Nella settimana 7 Lewis ottenne la prima vittoria come titolare guidando la squadra a superare in trasferta i Miami Dolphins passando 202 yard e subendo un intercetto.
Nella settimana 8 contro i New Orleans Saints, Lewis subì 4 sack, un intercetto e perse due fumble, apparendo a volte confuso in campo, ma ebbe il merito di rimanere in partita, terminando con 234 yard passate e un touchdown nella sconfitta. Dal turno successivo Manuel, ristabilitosi, tornò ad occupare il posto di titolare che mantenne fino a quando si infortunò nella settimana 15 contro i Jacksonville Jaguars. Lewis tornò quindi a partire come titolare nella penultima gara della stagione regolare in cui i Bills batterono in Dolphins per 19-0 con 193 yard passate e un intercetto subito dal quarterback. La settimana seguente passò 247 yard e un touchdown ma i Bills furono sconfitti dai Patriots. La stagione di Lewis si concluse con 1.092 yard passate, 4 touchdown e 3 intercetti, oltre a un touchdown su corsa, in sei presenze, cinque delle quali come titolare. Il 26 agosto 2014 fu svincolato.

### Houston Texans
Lewis firmò con gli Houston Texans il 24 novembre 2014, dopo che il quarterback titolare Ryan Mallett subì un infortunio che lo escluse per il resto della stagione. Fu svincolato a fine anno.

### Ritorno ai Browns
I Browns rifirmarono Lewis il 12 marzo 2015.

## Statistiche
Stagione regolare
| Anno | Squadra          | G | GT | Passaggi | Passaggi | Passaggi | Passaggi | Passaggi | Passaggi | Passaggi | Passaggi |
| Anno | Squadra          | G | GT | Comp     | Tent     | %        | Yard     | Media    | TD       | Int      | Rat      |
| ---- | ---------------- | - | -- | -------- | -------- | -------- | -------- | -------- | -------- | -------- | -------- |
| 2012 | Cleveland Browns | 1 | 1  | 22       | 32       | 68,8     | 204      | 6,4      | 1        | 1        | 83,3     |
| 2013 | Buffalo Bills    | 6 | 5  | 93       | 157      | 59,2     | 1.092    | 7,0      | 4        | 3        | 81,0     |
|      | Totale           | 7 | 6  | 115      | 189      | 60,8     | 1.296    | 6,9      | 5        | 4        | 81,4     |